# Rajon Talatschyn

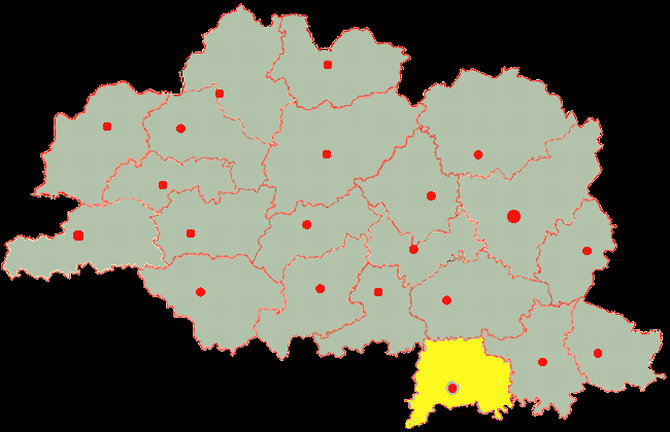
Rajon Talatschyn, Karte

Der Rajon Talatschyn (belarussisch Талачынскі раён; russisch Толочинский район) ist eine Verwaltungseinheit im Süden der Wizebskaja Woblasz in Belarus mit dem administrativen Zentrum in der Stadt Talatschyn. Der Rajon hat eine Fläche von 1500 km², umfasst 273 Ortschaften und ist in ein Passawjet und 7 Selsawets gegliedert.

## Geographie
Der Rajon Talatschyn liegt im südlichen Teil der Wizebskaja Woblasz. Die Nachbarrajone in der Woblast Wizebsk sind im Nordwesten Tschaschniki, im Norden Senna und im Westen Orscha.

## Geschichte
Der Rajon Talatschyn wurde am 17. Juli 1924 gebildet.